# 블루보넷 (식물)

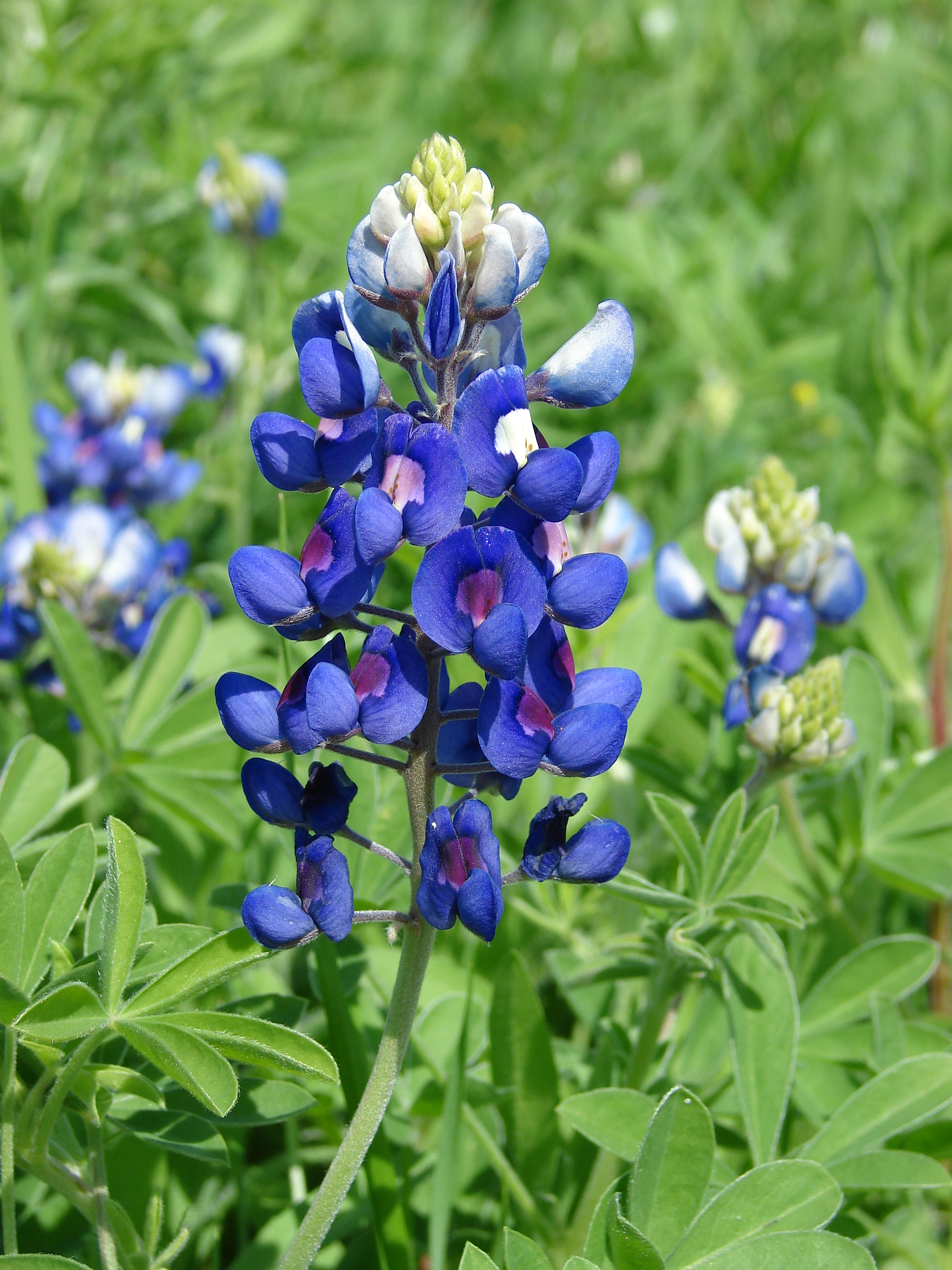
블루보넷

블루보넷(bluebonnet)은 미국 남서부에서 주로 발견되는 콩과의 보라색 꽃 종류이다. 꽃의 꽃잎 모양은 선구자가 착용한 보닛과 닮아서 태양으로부터 보호한다. 